# Resolutie 886 Veiligheidsraad Verenigde Naties
Resolutie 886 van de Veiligheidsraad van de Verenigde Naties werd unaniem aangenomen op 18 november 1993.

## Achtergrond
In 1960 werden de voormalige kolonies Brits Somaliland en Italiaans Somaliland onafhankelijk en samengevoegd tot Somalië. In 1969 greep het leger de macht en werd Somalië een socialistisch-islamitisch
land. In de jaren 1980 leidde het verzet tegen het totalitair geworden regime tot een burgeroorlog en in 1991 viel het centrale regime. Vanaf dat moment beheersten verschillende groeperingen elk een deel van het land en enkele delen scheurden zich ook af van Somalië.

## Inhoud

### Waarnemingen
De Veiligheidsraad nam een sterke verbetering van de situatie in de meeste regio's van Somalië door de
UNOSOM II-missie waar. De Raad erkende ook dat het Somalische volk zelf verantwoordelijk was voor de verzoening
en heropbouw van hun land, maar benadrukte dat de internationale gemeenschap hen daarbij wilde helpen.
Dat was ook de hoogste prioriteit van UNOSOM II. De Veiligheidsraad bevestigde verder dat het Algemeen Akkoord dat
op 8 januari was getekend in Addis Ababa en het Addis Ababa-Akkoord van de Conferentie over Nationale
Verzoening van 27 maart een solide basis voor een oplossing vormden. In die context was ook ontwapening van
cruciaal belang om tot vrede en stabiliteit te komen. Het voortdurende geweld en de aanvallen op hulpverleners en
vredesmissies werden veroordeeld. De situatie in Somalië bleef een bedreiging voor de vrede en veiligheid in de
regio.

### Handelingen
De Veiligheidsraad besloot het mandaat van de UNOSOM II-missie te verlengen tot 31 mei 1994.
De secretaris-generaal werd gevraagd tegen 15 januari 1994 te rapporteren over de gemaakte vooruitgang
en een geactualiseerd plan met de toekomstige strategie van de missie. Op basis daarvan zou het mandaat tegen
1 februari 1994 herzien worden.
Alle Somalische partijen werden opgeroepen om meer inspanningen te leveren en onmiddellijk het staakt-het-vuren
en de ontwapeningsakkoorden in acht te nemen. Het was van belang dat concrete doelen werden bereikt, zoals de
oprichting van districtsraden en regionale raden en een nationale interim-autoriteit. Nog van belang was de oprichting
van een operationele politie en een juridisch systeem.
Alle partijen werden eraan herinnerd dat de verdere betrokkenheid van de Verenigde Naties afhing van hun
medewerking aan een oplossing. De Veiligheidsraad verwelkomde de diplomatische inspanningen van
de lidstaten en internationale organisaties om onder meer alle partijen
rond de onderhandelingstafel te krijgen.
Alle landen waren verplicht om het wapenembargo tegen Somalië volledig uit te voeren. Men was bezorgd om de
wapenstromen in de regio, waardoor ook de veiligheid van de buurlanden van Somalië een issue was. De Raad
benadrukte het verband tussen rehabilitatie en verzoening en moedigde de donorlanden aan te blijven
bijdragen aan rehabilitatieprojecten in regio's waar verzoening en veiligheid waren bewerkstelligd. Ook werden
de lidstaten om meer troepen, uitrusting, geld en ondersteuning gevraagd om UNOSUM II te versterken.

## Verwante resoluties
- Resolutie 878 Veiligheidsraad Verenigde Naties
- Resolutie 885 Veiligheidsraad Verenigde Naties
- Resolutie 897 Veiligheidsraad Verenigde Naties (1994)
- Resolutie 923 Veiligheidsraad Verenigde Naties (1994)

Lijst ·  800 ·  801 ·  802 ·  803 ·  804 ·  805 ·  806 ·  807 ·  808 ·  809 ·  810 ·  811 ·  812 ·  813 ·  814 ·  815 ·  816 ·  817 ·  818 ·  819 ·  820 ·  821 ·  822 ·  823 ·  824 ·  825 ·  826 ·  827 ·  828 ·  829 ·  830 ·  831 ·  832 ·  833 ·  834 ·  835 ·  836 ·  837 ·  838 ·  839 ·  840 ·  841 ·  842 ·  843 ·  844 ·  845 ·  846 ·  847 ·  848 ·  849 ·  850 ·  851 ·  852 ·  853 ·  854 ·  855 ·  856 ·  857 ·  858 ·  859 ·  860 ·  861 ·  862 ·  863 ·  864 ·  865 ·  866 ·  867 ·  868 ·  869 ·  870 ·  871 ·  872 ·  873 ·  874 ·  875 ·  876 ·  877 ·  878 ·  879 ·  880 ·  881 ·  882 ·  883 ·  884 ·  885 ·  886 ·  887 ·  888 ·  889 ·  890 ·  891 ·  892